# Skellytown (Teksas)
Skellytown je gradić u američkoj saveznoj državi Teksas. Prema popisu stanovništva iz 2010. u njemu je živjelo 473 stanovnika.